# Torre de Mogrovejo
La torre de Mogrovejo es un complejo señorial de la localidad de Mogrovejo, en el municipio de Camaleño (Cantabria), situada en una media ladera de los Picos de Europa, dominando el pueblo. Está protegida por el Real Decreto del 22 de abril de 1949 y declarado conjunto histórico en 1985. Fue construida a finales del siglo XIII por los señores de Mogrovejo, los cuales ya eran una familia distinguida en 1248, cuando el rey Sancho les concedió el monasterio de San Martín de Mogrovejo. Un ejemplo de su poder es que podían elegir a dedo los alcaldes de todos los pueblos en el valle de Valdebaró. A finales del siglo XIV la familia Mogrovejo se emparentó con los Lasso de la Vega, poderosa familia sita en la actual Torrelavega. A causa de otra unión, celebrada en el siglo XVIII, la posesión de la torre recayó en la familia Álvarez de Miranda oriundos de Benllera (Leòn), que aún la conserva.[cita requerida]
De la torre de Mogrovejo procede el monumento funerario de los Condes de Mogrovejo (siglo XV), hoy en día propiedad del Museo Nacional de Escultura de Valladolid.

## Descripción

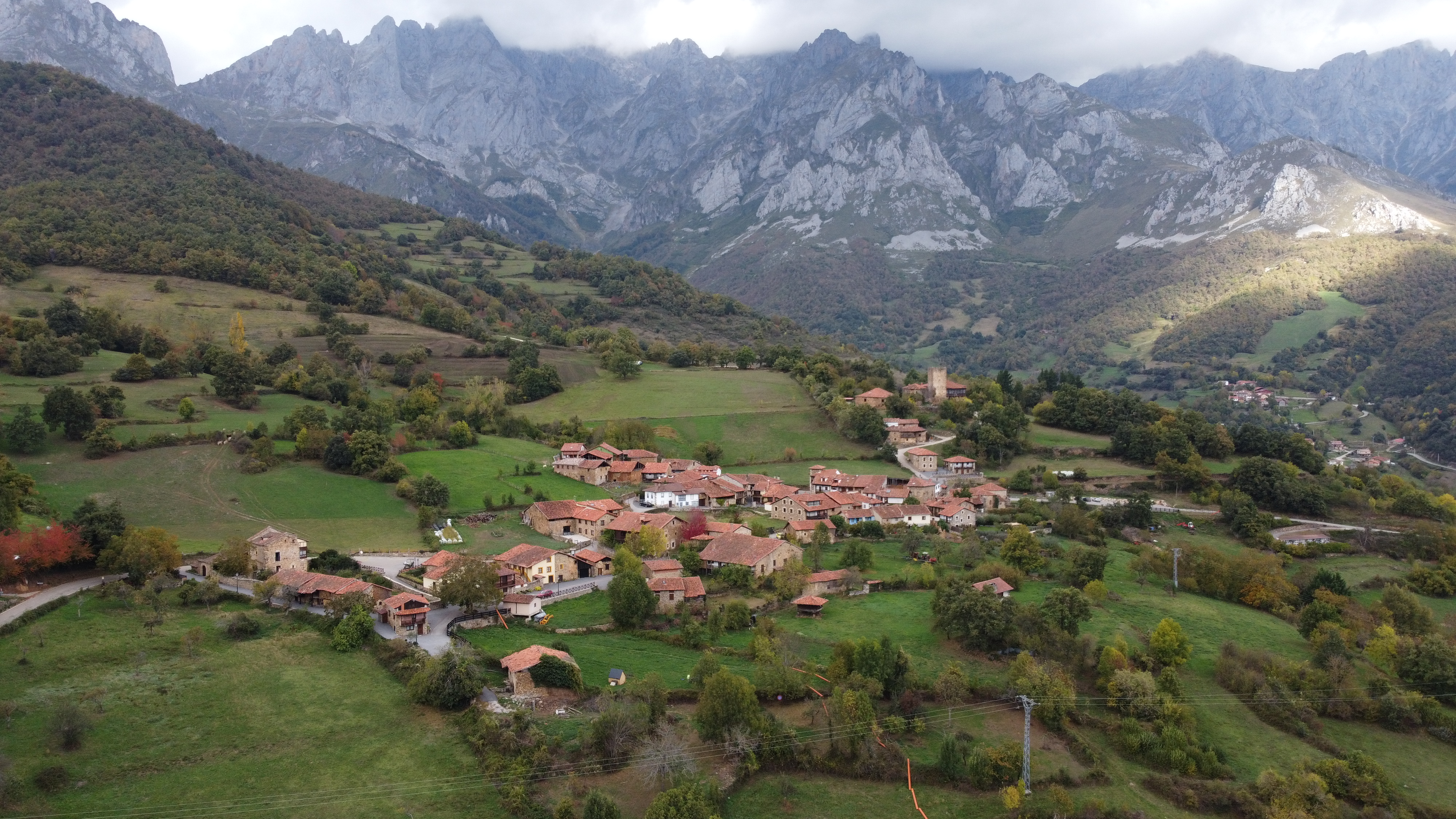
Vista de la localidad de Mogrovejo con el recinto cerrado al fondo, donde destaca la Torre de Pedro Ruiz de Mogrovejo.

La torre está en una finca rodeada por un alto muro perimetral. Es de planta cuadrada, está almenada y tiene una altura de 21 metros. Tiene ventanas geminadas, de las cuales algunas conservan aún las contraventanas que se creen originales. Actualmente la torre está vacía por dentro, sin división de pisos.
El muro contiene también una serie de edificios ruinosos, entre los que destaca la casona construida en la misma época y remodelada en el siglo XIX, así como la capilla construida entre el siglo XVII y el siglo XVIII, de planta cuadrada.

## Inscripciones
Se conservan algunas inscripciones en la torre, como por ejemplo ésta:

Soy Mogrovejo el guerrero
que venció la gran batalla
de Tarif y su canalla,
según texto verdadero.

Otra inscripción dice de este modo:

Subiedes, peña fragosa,
Sobre los moros cayó
y a los cristianos libró:
¡Ved qué cosa milagrosa!

A propósito de esta segunda, el historiador Pinelo aseguró que un caballero de la Casa Mogrovejo fue portaestandarte de don Pelayo durante la batalla de Covadonga, diciendo también que el asta conservada en la iglesia del pueblo y perdida en un incendio, pertenecía a aquella bandera.